# Троицкий собор (Соликамск)
Троицкий собор — недействующий православный храм в городе Соликамске Пермского края, наиболее значительный в городе памятник церковной архитектуры конца XVII века. С 1929 года храм используют под выставочный зал краеведческого музея.

## История
Центральный памятник ансамбля соликамских церквей, созданного в XVII—XVIII веках в период экономического процветания города. Постройка храма начата в 1685 году на средства соликамских посадских людей. В 1688 году строительство храма было спонсировано из казны, для чего было разрешено оставить 200 рублей из собираемых в городе налогов. В 1689 году освящён придел Иоанна Предтечи, в 1693 году — придел Св. Николая, а в 1697 году — основной храм Святой Троицы. Во время крупных городских пожаров в 1711, 1741 и 1743 годах собор горел и потом ремонтировался. На западном фасаде при одном из ремонтов была выложена из кирпича царская корона, возможно как знак того, что работы велись за казённый счет.
В советское время храм отняли у верующих и заняли под городской музей. В отличие от других церквей здание сохранилось сравнительно хорошо. Во время Великой Отечественной войны в Троицком храме Соликамска временно хранились мощи преподобного Сергия Радонежского. В 1964 году храм был отреставрирован под руководством архитектора Ф. М. Тольцинера.

## Расположение
Собор был расположен в центральной части города, видимо, на месте стоявшего ранее деревянного. Собор расположен на пригорке, у его западного крыльца начинается крутой спуск к торговой площади, а северного крыльца — более пологий спуск. Вдоль этого спуска в непосредственной близости от собора расположен ансамбль церковных зданий: колокольня, совмещенная с административным зданием, Рождественская церковь с Воскресенским приделом, в некотором отдалении, внизу, ближе к реке Усолке стоит Крестовоздвижеский собор. От этого ансамбля на восток в старину уходила Бабинова или «Государева Верхотурская дорога», которая вела от Соликамска в Сибирь и до изыскания более удобных путей, проходящих через Екатеринбург, была основной дорогой в Сибирь. На этой дороге расположены кирпичные палаты воеводы и церковь Богоявления. В старину, когда застройка была невысокой, они визуально входили в центральный ансамбль Соликамска.

## Архитектура собора
Собор — летний. Здание построено на высоком сводчатом подклете («рундуке»), который использовался как складские помещения. Конструкция здания в основном традиционная. Высокая центральная бесстолпная часть завершается пятью главами с одним световым и четырьмя глухими барабанами. Алтарь трехчастный, невысокий. Приделы ниже основного храма, имеет по одной главе. Храм имеет обширную обходную сводчатую галерею, по ширине равную храму с приделами. Своеобразие храму придают обширные крыльца, которых, вероятно, было три, но южное крыльцо не сохранилось. Ступени сохранившихся западного и северного крылец выходят на склоны и как бы продолжают линию косогора. Центральное помещение освещается через центральный барабан и окна западного фасада, расположенные над галереей.
Храм в целом очень пропорционален. Низкие кровли приделов и алтарей не заслоняют центрального объёма. Изящные сдвоенные пилястры расчленяют его плоскости на три равные доли, заканчиваются эти плоскости ложными полукруглыми закомарами. Это традиционное решение подчеркивает устремленность здания вверх. Завершаются стены плоским постаментом, на котором, собственно, и стоят барабаны. Этот не бросающийся в глаза постамент придает зданию ещё большую устремленность вверх. Декоративная обработка барабанов органично подчеркивает их легкость. Наличники окон, разнообразные по рисунку, смотрятся яркими декоративными пятнами на фоне белых стен. Необычными являются небольшая палатка в виде бочки, расположенная над алтарём и вход в подклет со стороны алтаря.
Богато украшенные крыльца с лестницами связывают здание с окружающим ландшафтом. Северное крыльцо удивляет сочетанием шатровой кровли с перекрытием в виде массивного куба. В элементах оформления просматриваются черты деревянного зодчества, например, выполненные в кирпиче подобии деревянных балясин. Особенно украшают крыльцо двойные окна с висячими гирьками. Дополняют декоративный характер украшения из поливных полихромных изразцов, изображающих птиц. Они изготовлены в г. Орле на Каме.
Главное, западное крыльцо храма не имеет аналогов в русской архитектуре. Оно очень широкое на массивных столбах, которые поддерживают низкий свод. Характерным для Соликамска является жучковый орнамент ажурного кирпичного фриза, который также применен в Сретенской церкви в Гороховце (1689 год).

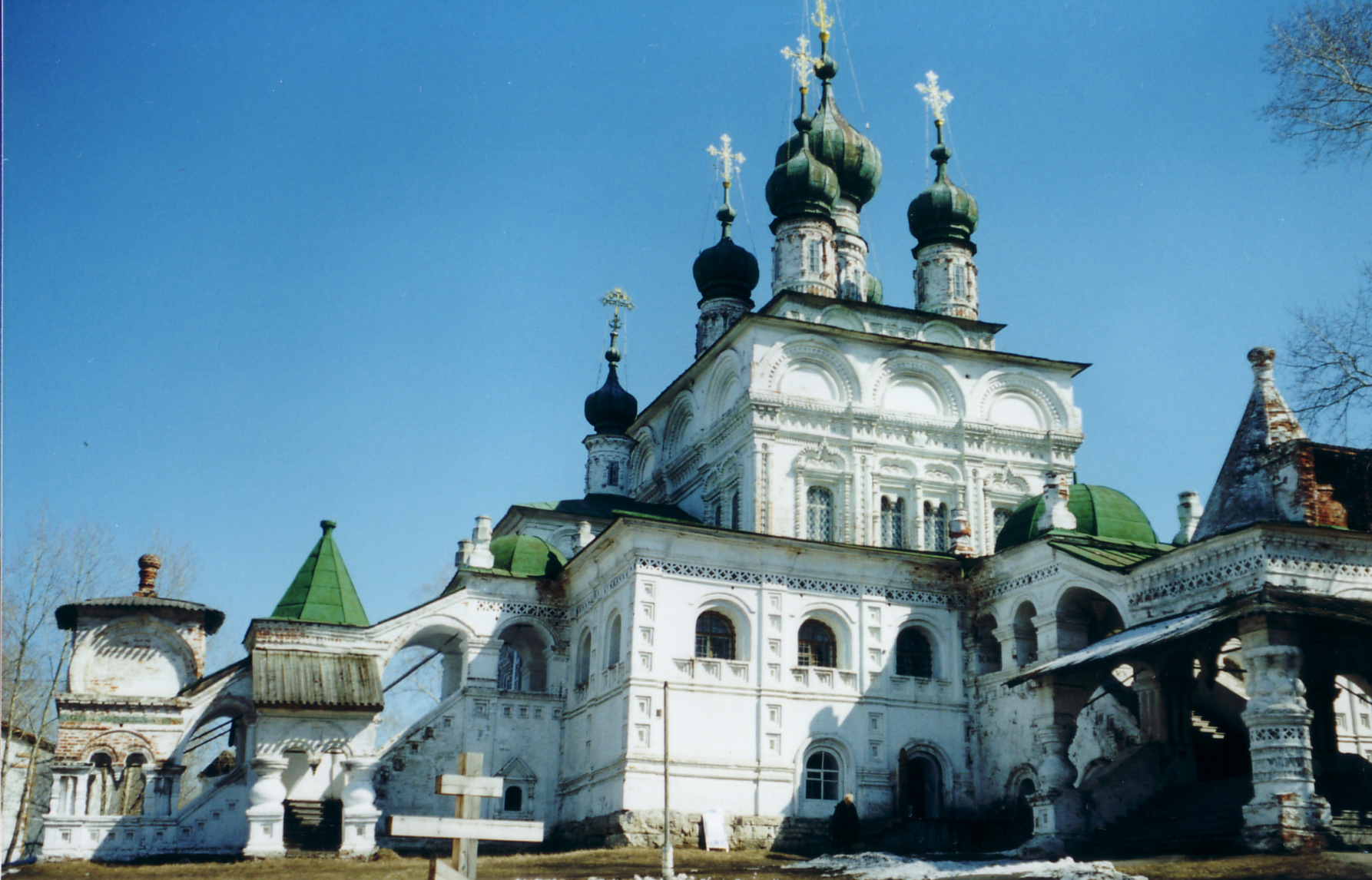
Общий вид собора, 2003 год
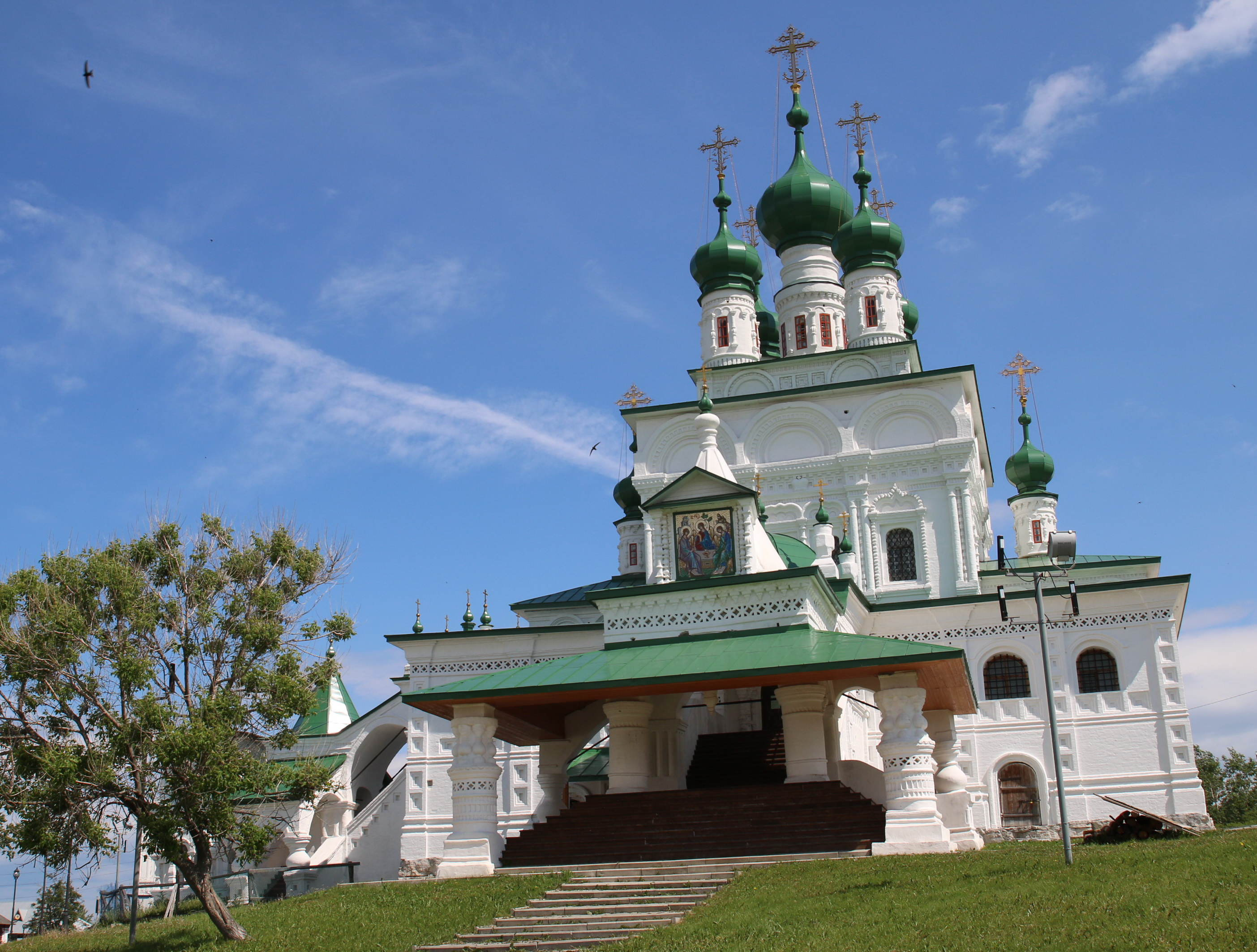
Далеко вынесенные в разные стороны крыльца на ползучих арках
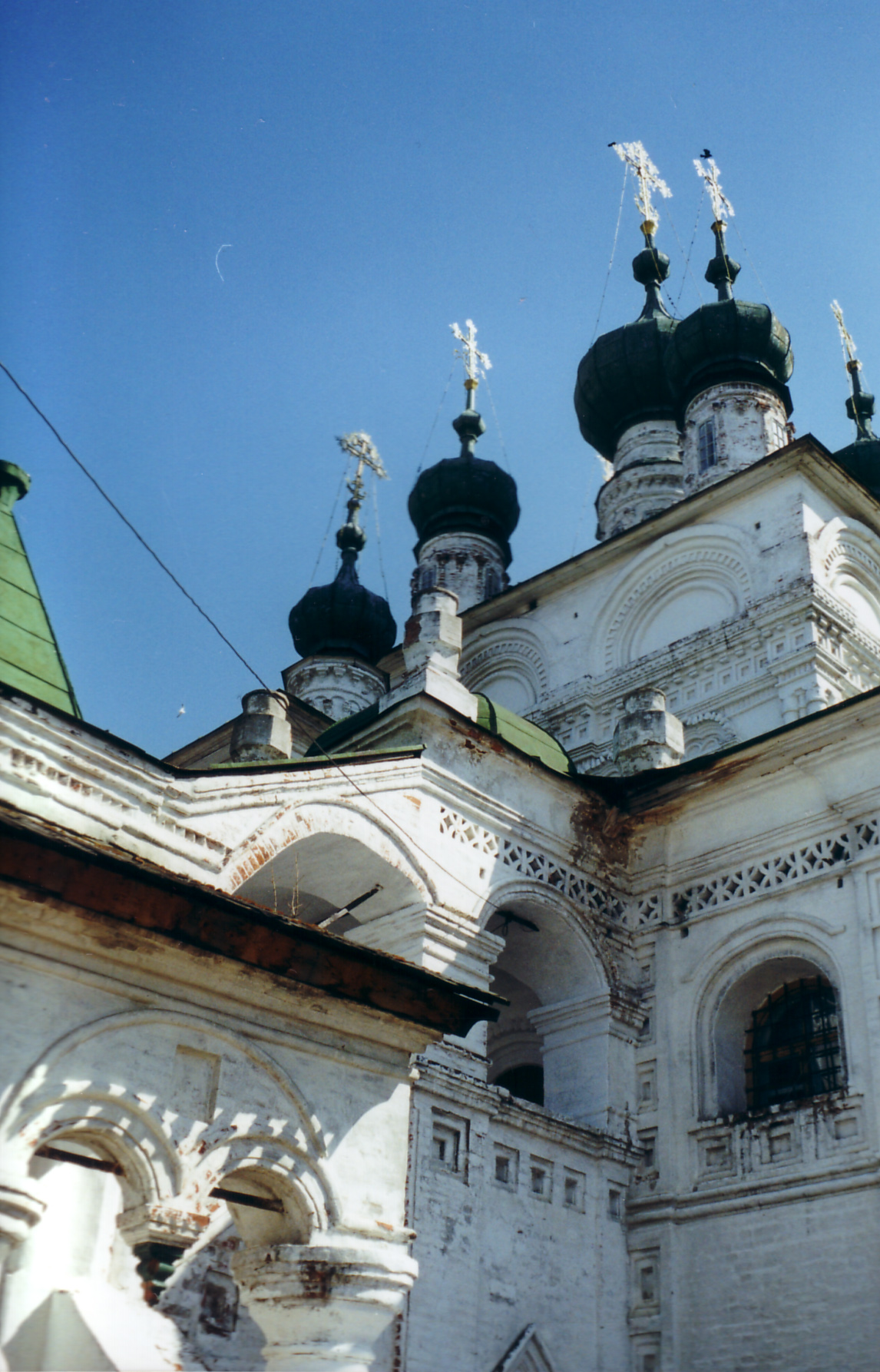
Фасад собора, 2003 год
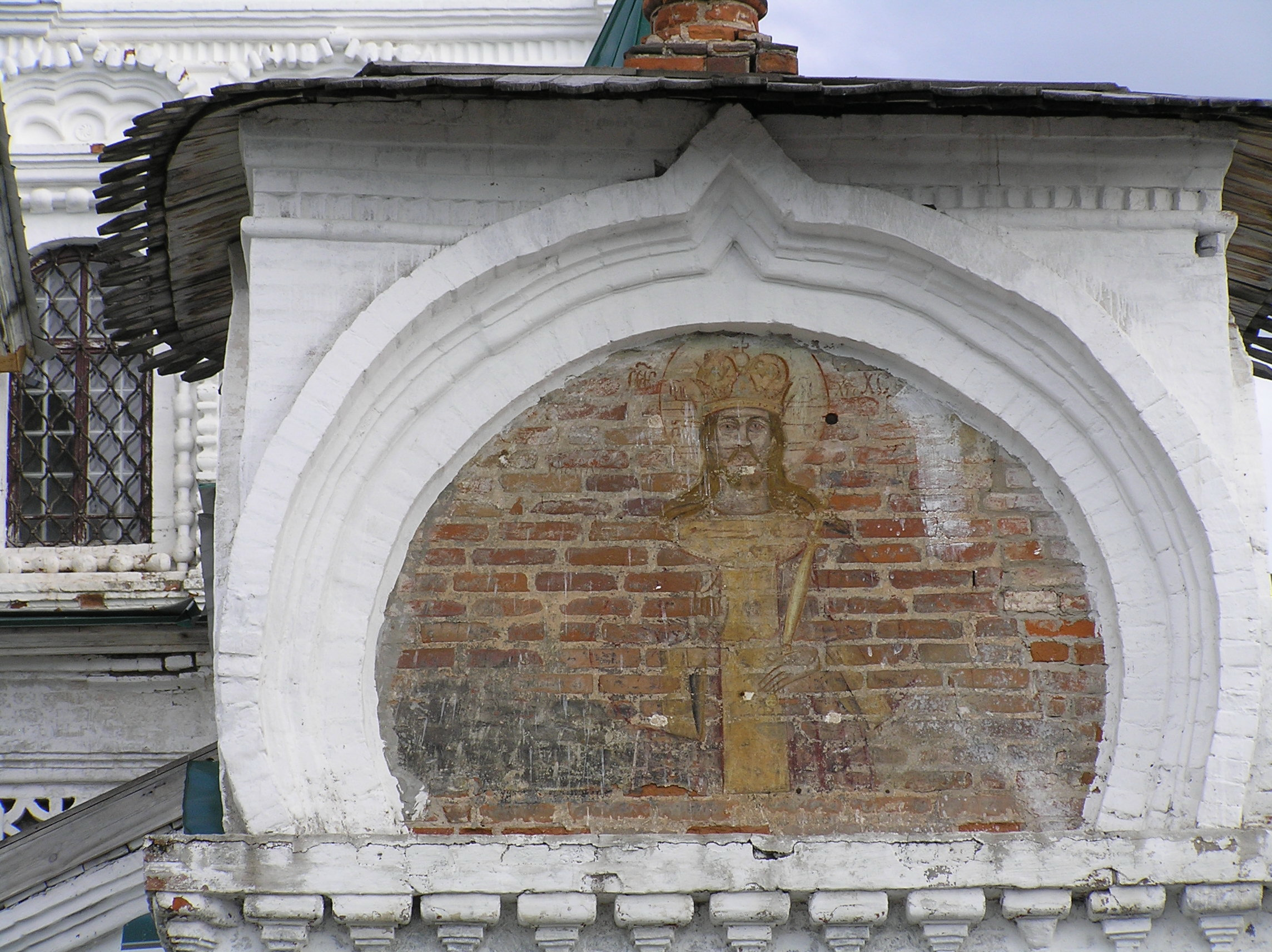
Фрагмент наружной росписи паперти
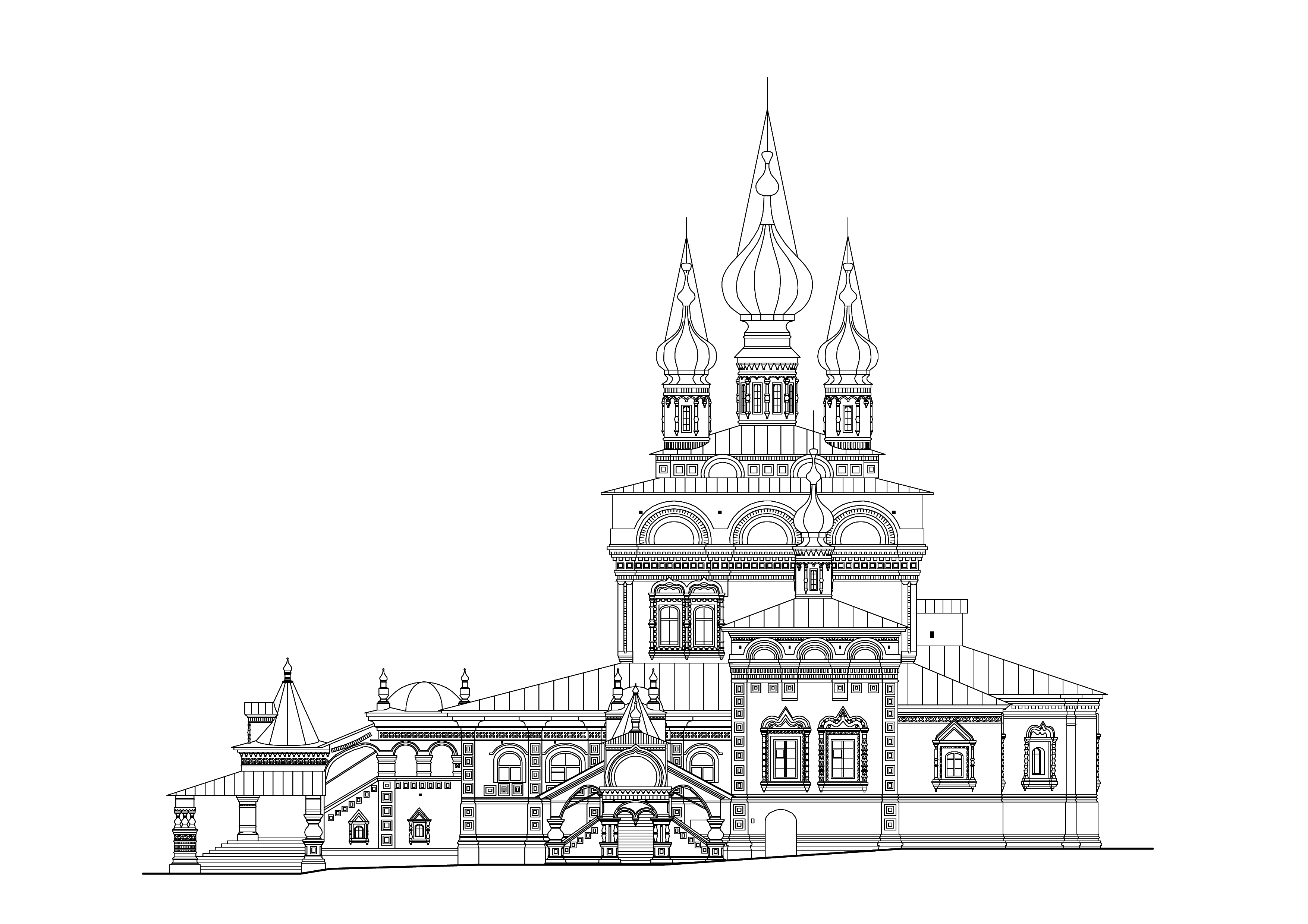
Чертёж Троицкого собора